# Abborregölen (Malexanders socken, Östergötland)
Abborregölen är en sjö i Boxholms kommun i Östergötland och ingår i Motala ströms huvudavrinningsområde.